# Svetlana Alpers
Svetlana Alpers, nata Leontief (Cambridge, 10 febbraio 1936), è una storica dell'arte statunitense.
Allieva di Ernst Gombrich all'Università Harvard, dove si è laureata nel 1965, nel 1975 è stata nominata professoressa di Storia dell'arte all'università UC Berkeley, California (docente emerita dal 1994). È inoltre consulente per la National Public Radio e National Endowment for the Humanities.
È la figlia di Wassily Leontief.

## Incariche e onorificenze
- Phi Beta Kappa
- Woodrow Wilson Fellowship, 1957-8
- Kathryn-McHale Fellowship, AAUW, 1961-2
- Guggenheim-Stipendium, 1972-3[1]
- Fellow, Center for Advanced Studies in the Behavioral Sciences, Stanford University, 1975-6
- ACLS Fellowship, 1978-79
- Visiting Fellow, Netherlands Institute for Advanced Study (NIAS), Wassenaar, 1979
- Member, Institute for Advanced Study, Princeton, New Jersey, 1979-80
- Eugene-M.-Kayen-Preis 1983 für "The Art of Describing" als bestes Buch eines amerikanischen Universitätsverlages in der Disziplin der Geisteswissenschaften
- Distinguished Teaching Award, Berkeley, 1986
- Visiting Scholar, Getty Center for the History of Art and the Humanities, Santa Monica, California, 1987-88
- Director of Studies, Ecoles des Hautes Etudes en Sciences Sociales, Parigi, 1991
- Fellow, Wissenschaftskolleg zu Berlin, 1992-93

## Opere (selezione)
- The Decoration of the Torre de la Parada, Corpus Rubenianum Ludwig Burchard, Bruxelles/London, 1971.
- The Art of Describing: Dutch Art in the Seventeenth Century, Chicago: University of Chicago Press, 1983; trad. it. Arte del descrivere: scienza e pittura nel Seicento olandese, Boringhieri, Torino 1984
- Rembrandt's Enterprise: The Studio and the Market, Chicago: University of Chicago Press, 1988; trad. it. L'officina di Rembrandt: l'atelier e il mercato, Einaudi, Torino 1990
- Tiepolo and the Pictorial Intelligence, New Haven and London: Yale University Press, 1994 (con Michael Baxandall); trad. it. Tiepolo e l'intelligenza figurativa, Einaudi, Torino 1995
- The Making of Rubens, New Haven and London: Yale University Press, 1995.
- The Vexations of Art: Velázquez and Others, , Yale University Press, 2005